# Les Heures : l'aube, l'aurore
Les Heures : l'aube, l'aurore est un film muet français réalisé par Louis Feuillade sorti en 1909.

## Fiche technique
- Date de sortie : France : février 1909

## Distribution
- Renée Carl
- Henri Duval
- Christiane Mandelys
- Alice Tissot
- Maurice Vinot
- Georges Wague